# 神職 (神道)
神职（日语：／ Shin Shoku）指的是那些在日本神道教或神社内供奉神祇并履行祭祀仪式及相关责任的人。

## 概况介绍

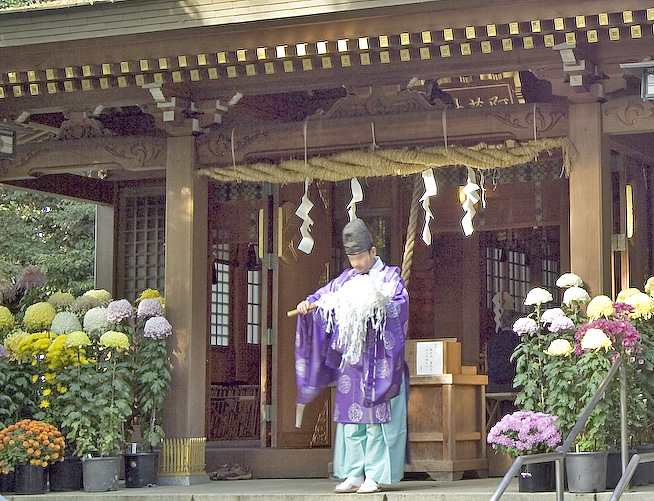
日本神职人员

神主原本指的是神社内担任祭祀相关工作的最高负责人员，但现在其含义基本与神职差不多。而神官则是一种专门从事祭祀的职业，由神宫直辖管理。在第二次世界大战之前，只有伊势神宫内“神宫司厅”内负责祭祀的职业才能被称呼为“神官”。而在日本国宪法颁布之后，神道教逐渐和日本政府实现政教分离，而神官这个职位不再设立。
直至江户时代，伊势神宫和鹿岛神宫的“物忌”，以及贺茂神社的“忌子”都代表了女性神职的存在；而其他神社也有女性神职人员。但由于明治政府深受儒家思想的影响，女性神职人员不再存在。但在二战之后的1946年，随着男女同权思想的崛起和神社的继承者问题（由于二战时有大量男性神职人员日军出征而导致其死亡或长期无法归国），这导致了女性神职人员再度出现并得到了当时日本政府的承认。

### 入职方法
在日本，想成为神职的最便捷方法就是考入与神道教有关联的大学并学习相关专业后毕业即可。通常来说，完成相关专业并毕业的人可以获得“正阶”神职；而经过必要的实习之后，则会被授予“明阶”神职。日本和神道教有关的大学有两所，分别是国学院大学（神道文化学部）和皇学馆大学（文学部神道学科）。
除此之外，还有一条途径可以成为神职。每年国学院大学与皇学馆大学和一部分神社厅会每年两次举办为期大约一个月的“神职培训讲习会”（神職養成講習会）；以及日本境内数家神职培训学校也会开设两年制培训课程，如果可以参与其中并结业亦可成为神职。不过不管是讲习会还是培训课程都需要有神社厅的推荐信，因此需要得到神职人员的帮助才有可能。
此外还有一种非常规方式，即通过远程教育的方式来学习并检定神职资格。这种方式只适合紧急情况，例如需要继承父母所遗留下来的神社等。

### 过去的神职制度
过去日本神社的神职制度主要遵循《府社县社及下级神社及神职相关文件（府社県社以下神社ノ神職ニ関スル件）》（明治22年勅令第22号）和《官国币社职制（官国幣社職制）》（明治35年勅令第27号）这两份法令。
而根据这两份法令，官国币社设宮司（1人）、权宫司（1人 / 仅限热田神宫、出云大社、橿原神宫和明治神宫）、祢宜（1人）、主典若干、宫掌（仅限热田神宫）若干；主典与宫掌的人数由内务大臣决定。原则上，每个神社只能拥有2名主典；而热田神宫最多可以拥有13名宫掌。宫司享“奏任待遇”，但功绩显著者可以享受“勅任待遇”（最多10人）。宫司受内务大臣及地方长官的指挥监督，服务国家的宗祀、主持祭典并管理日常事务。权宫司享“奏任待遇”。其主要充当宫司的助手，辅助其完成祭典主持及日常事务管理。祢宜享“判任待遇”。其在宫司及权宫司的指挥监督下负责祭典和日常事务。主典与宫掌均享“判任待遇”。其都是在上级的指导下负责祭典和日常事务。宫司和权宫司需要内务大臣提请日本内阁任命；而祢宜、主典与宫掌则由地方长官任命。
府县社及乡社设社司1人、社掌若干人；社掌人数由社司与氏子或崇敬者总代表商议决定。村社及更下级神社设社掌若干人，社掌人数由氏子或崇敬者总代表商议决定。社司与社掌通常享“判任待遇”，但功绩显著的社司及村社的上席社掌可享受“奏任待遇”（每都道府县限2人）。社司指挥社掌为神明服务，掌祭祀，管理庶务；府县、乡社的社掌受社司之命，为神明服务，从事祭祀及庶务。村社以下神社的社掌，为神明服务，掌祭祀，管理庶务。

## 位阶
根据日本神社本厅所制订的《有关阶位检定及授予的规定（階位検定及び授与に関する規程）》，神职有五个阶位的区分；其中明阶以下可以通过接受规定的研修之后而获得。日本神职的阶位名称来自于神道教中对于品德的要求“净明正直”。
1. 净阶：日本神职阶位的最高等级。这是授予长年对神道研究有贡献之人的名誉阶位
2. 明阶：成为别表神社的宮司及权宫司所必需的阶位。如果是这个阶位的话，除了需要敕令任命的伊势神宫的大宫司以外，可以担任其他任何神社的宫司。
3. 正阶：成为别表神社的祢宜及宫司代理必要的阶位。
4. 权正阶：成为一般神社的宫司及宫司代理或别表神社的权祢宜必要的阶位。
5. 直阶：成为一般神社的祢宜及权祢宜而必要的阶位。

## 培训

### 課程種類
| 名稱         | 入學資格 | 年限  | 授予的階位             | 備註                                               |
| ------------ | --- | ----- | ---------------------- | -------------------------------------------------- |
| 預科         | 初中畢業 | 1年   | 直階授予               |                                                    |
| 普通課程I類  | 高中畢業或具備同等學力者                                                                                       | 1年   | 權正階授予             |                                                    |
| 普通課程II類 | 高中畢業或具備同等學力者                                                                                       | 2年   | 正階授予               |                                                    |
| 專修課程     | 以下任一： - 普通課程II類修畢者 - 正階持有者 - 短期大學畢業以上                                                | 2年   | 明階檢定合格・正階授予 |                                                    |
| 高等課程     | 高中畢業 | 4年   | 明階檢定合格・正階授予 | 可在國學院大學和皇學館大學的中作為「神職課程」修習 |
| 專攻課程I類  | 大學畢業者 | 1年   | 明階檢定合格・正階授予 | 設置於國學院大學和皇學館大學                       |
| 專攻課程II類 | 大學畢業者 | 2年   | 明階授予               | 設置於國學院大學和皇學館大學的研究所的碩士課程     |
| 明階綜合課程 | 在國學院大學的神道文化學部，或皇學館大學的文學部神道學科的四年級就讀，並在三年級之前取得神職課程所需的學分者。 | 6個月 | 明階授予               | 設置於國學院大學和皇學館大學                       |

※修畢專修課程・高等課程・專攻課程I類並獲得「明階檢定合格・正階」資格者，必須進一步在 神宮、神社、神社本廳、神社廳的職員（不論神職・巫女・事務員）中在職2年以上，並接受依照神社本廳研修規程所需的研修後，才能通過各都道府縣神社廳申請「明階」。

### 提供課程的大學
| 名稱       | 設置課程(學校固有的學部・學科・專攻名稱) | 所在         | 設立年     | 備註 |
| ---------- | --- | ------------ | ---------- | ---- |
| 國學院大學 | - 普通課程I類 (別科 神道專修 I類) - 普通課程II類 (別科 神道專修 II類) - 高等課程 (神道文化學部或其他學部中修習「神職課程」) - 專攻課程I類 (神道學專攻科) - 專攻課程II類 (文學研究科 博士課程前期 神道學・宗教学專攻) - 明階綜合課程 (神道文化學部的4年級中可修習) | 東京都渋谷區 | 1920       |      |
| 皇學館大學 | - 高等課程 (文學部神道學科或其他學部・學科中修習「神職課程」) - 專攻課程I類 (神道學專攻科) - 專攻課程II類 (文學研究科神道學專攻(博士前期課程)) - 明階綜合課程 (文學部神道學科的4年級中可修習)                                                                     | 三重縣伊勢市 | (1882)1962 |      |

### 提供課程的專門學校
| 名稱                          | 設置課程                                  | 所在                 | 設置年     | 備註       |
| ----------------------------- | ----------------------------------------- | -------------------- | ---------- | ---------- |
| 志波彦神社 鹽竈神社神職養成所 | - 普通課程II類                            | 宮城縣鹽竈市         | (1943)1946 |            |
| 出羽三山神社 神職養成所       | - 普通課程I類 - 普通課程II類              | 山形縣鶴岡市         | (1883)1962 |            |
| 神宮研修所                    | - 普通課程II類                            | 三重縣伊勢市         | (1952)1969 | 僅招收男性 |
| 熱田神宮學院                  | - I類(權正階課程) - II類(正階課程)        | 愛知縣名古屋市熱田區 | 1950       |            |
| 京都國學院                    | - 普通課程I類 - 普通課程II類 - 專修課程   | 京都市上京區         | (1885)1955 |            |
| 大社國學館※                   | - 別科 - 本科・選科                       | 島根縣出雲市         | (1938)1956 |            |
| 大阪國學院※※                  | - 1年級（直階課程） - 2年級（權正階課程） | 大阪市中央區         |            | 函授教學   |

※大社國學館的別科相當於預科。本科・選科相當於普通課程II類，受驗資格為本科需為高卒（高卒相當），選科需為直階保有者。

※※大阪國學院的受驗資格為高等學校畢業以上，1年級可獲得直階，2年級可獲得權正階。

## 身份
依据神社本厅的《神职身份相关规定（神職身分に関する規程）》，日本神职身份分为特级、一级、二级上、二级、三级、四级。
身份的选拔是依据该人的经历及他对神社界的功绩为基础进行的。基本的标准为神社本厅统理、伊勢神宫大宫司是特级；伊勢神宫少宫司是一级；伊勢神宫祢宜、别表神社的宫司是二级上或二级。而身份的晋升基本上是根据对各都道府县神社厅支部的贡献度、对神职人员的评价以及业绩来决定的。由于推荐是按支部进行的，因此在神职较少的支部，晋升速度相对较快。
此外，出云大社的“教统”是一级。

#### 长老
對於在德望上卓越、人格與見識俱佳、多年為神社服務並致力於神德發揚的人士，當其年老直到晚年，始終如一地作為神社界的先驅為這一事業做出貢獻且業績卓越者（表彰規程第2條第3項），將授予其功績狀。此外，對於獲得該功績狀的人，也將贈予長老的敬稱（長老相關規程）。

## 职阶
神社內的職位排名稱為職階。根據神社的規模和由緒有所不同，通常會設有「宮司」、「禰宜」和「権禰宜」。原則上，宮司和禰宜在每個神社各有一名。在某些特別的神社中，宮司之下會設有「権宮司」或多名禰宜。簡單來說，宮司是神社的代表，権宮司是副代表，禰宜是宮司的助手，而權禰宜是一般職員。權禰宜以下的是初級神職，通常大型的神社會設置這些職位，如「宮掌」、「主典」、「典仕」、「出仕」，以及是神道課程學生的「出仕前」、「實習生」和「研修生」等。此外，還有臨時代行的職位，如「宮司代務者」。
由於歷史和文化習俗等的原因，伊勢神宮被定為神社本廳之本宗，和日本的總氏神。因此神社本廳及其所屬的79094座神社，將伊勢神宮定為神社本廳的信仰中心，和神社本廳中最尊貴的神社。在伊勢神宮中，則特別設置「祭主」（名義上的最高神職，通常由已經出嫁的天皇女兒擔任，需要由天皇敕旨任命）、「大宮司」（伊勢神宮運作上的最高負責人，通常由舊皇族成員的男性後裔擔任，任命時需要提請天皇的批准）、「少宮司」、「禰宜」、「權禰宜」、「宮掌」、「出仕」和「出仕前」。
| 職階                   | 解釋 |
| ---------------------- | --- |
| 祭主                   | 只在伊勢神宮設置，通常由已結婚的天皇女兒擔任。伊勢神宮名義上的最高神職，不參與日常運作。通常只參與、出席和主持大型的祭典。需要由天皇的敕旨任命。                        |
| 大宮司                 | 只在伊勢神宮設置，伊勢神宮的最高負責人，通常由舊皇族的男性後裔擔任。通常只參與和負責較重要的工作，例如策劃和主持式年遷宮及其他重要活動/祭典。任命時需要提請天皇的同意。 |
| 少宮司                 | 只在伊勢神宮設置，相當於其他神社的宮司。伊勢神宮排名第二的神職，日常運作的負責人。                                                                                      |
| 宮司                   | 神社的代表和負責人，相當於公司的董事長。 |
| 權宮司                 | 神社的副代表和第二負責人，相當於公司的董事。 |
| 禰宜                   | 神社的主管級人員，相當於公司的經理或主管。 |
| 權禰宜                 | 大型神社的高級或有經驗的神職人員。 普通神社的一般神職人員。 |
| 宮掌、主典             | 一般或初級的神職人員，通常只在大型神社設置。 |
| 典仕、出仕             | 剛入職的神職人員，通常只在大型神社設置。 |
| 出仕前、研修生、實習生 | 通常是授予見習中的神職人員，或是在神社實習的神道課程學生。 |

除了神職之外，神社還設有事務職如「參事」、「錄事」、「主事」、「主事補」，宗教職如「教導司」和「教学司」，以及其他專業職位如「伶人」、「技監」、「技師」、「庭師」、「衛士」和「守衛」。此外，「巫女」和「舞女」不屬於神職。
此外，無論神社大小，只要是屬於神社本廳的宮司或宮司代務者，若為宗教法人，則作為代表役員地位是平等的。例如，別表神社的宮司和地方小神社的宮司，在影響力上雖有差異，但作為代表役員的地位是相同的。需要注意的是，職階和階位是不同的，職階較高者在神職中的地位也較高。例如，正階或権正階的宮司高於明階的禰宜或権禰宜。
根據神社本廳的宗教法人規則「宗教法人『神社本廳』廳規」第78條規定，「以宮司為代表役員，以宮司代務者為代表役員的代務者」。根據同庁規第90條第1項，「宮司及宮司代務者的進退由代表役員以外的役員具申，統理進行。但當統理認為必要時，可在獲得代表役員以外的責任役員同意後進行進退」。第91條規定，「権宮司的進退由宮司具申，經役員同意後由統理進行」。而「禰宜以下的進退由宮司具申，經統理進行」。此外，神社本廳的「役職員進退相關規程」規定宮司和別表神社的権宮司的任免由「統理進行」，其他神職則由「在統理指揮下由都道府縣神社廳長進行」。
在伊勢神宮中，根據宗教法人規則「神宮規則」，祭主的任命是「由天皇的敕旨定奪」（神宮規則第30條第1項後段），伊勢神宮大宮司的任免則需「獲得伊勢神宮崇敬者總代的同意，並由神宮責任役員〔神宮少宮司及由崇敬者總代會選出的責任總代〕連署後，向天皇請示」（神宮規則第32條）。伊勢神宮少宮司的任免則由伊勢神宮大宮司在獲得神宮崇敬者總代的同意後進行（神宮規則第33條），而其他神職的任免則由「大宮司進行」（神宮規則第34條）。

## 服飾制度
神社本廳制定了正裝、禮裝和常裝的服制，並根據上述身份進行規定。（女性神職另有規定）
在祭典中，神職的角色分為主辦祭典的齋主（宮司）和協助供奉神饌、遞交玉串、搬運祭具等的祭員（禰宜等）。原則上，參加同一祭典的人應該穿著相同的裝束。
如果在神殿空間寬敞、祭場位置足夠的情況下不會造成困擾。但因為正裝的特性是威儀莊重，裝束較為繁複，不適合活動，所以在小型神社中，若多位神職穿著正裝進行祭典，可能會因為互相碰撞而影響祭典進行。因此，雖然齋主會遵循正式服制，其他人則根據情況常常以常裝參加祭典。此外，在更小型的神社中，齋主往往獨自進行祭典，這種情況下即使是大祭或中祭，也可能穿著常裝來執行所有角色。

### 正裝（衣冠）

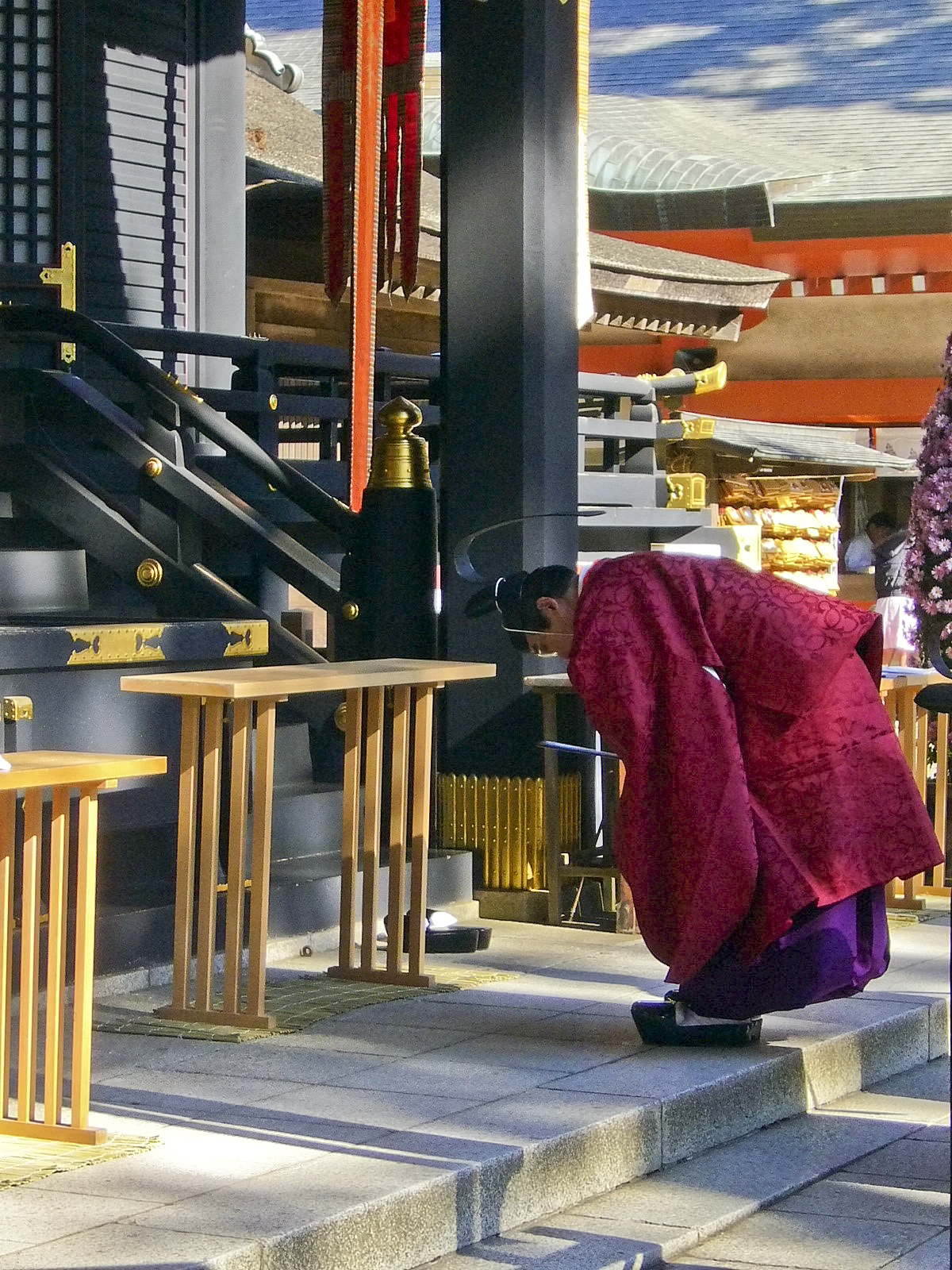
二級男性神職的正裝

正裝，正式名稱為衣冠，在大祭（例祭、神嘗祭、新嘗祭、祈年祭、與神社造營等相關的臨時祭典）以及天皇、皇后、上皇后、皇太子或皇太孫參拜時穿著。但是，在伊勢神宮中，在所有的大祭和中祭時，所有神職均是穿著齋服，而不是穿正裝。在小祭和大祓式時，神職則淨衣，而不是狩衣。
- 特級 - 黑袍（輪無唐草紋）、白奴袴（白八藤紋）、冠（繁紋）
- 一級 - 黑袍（輪無唐草紋）、紫奴袴（白八藤紋）、冠（繁紋）
- 二級上 - 赤袍（輪無唐草紋）、紫奴袴（薄紫八藤紋）、冠（繁紋）
- 二級 - 赤袍（輪無唐草紋）、紫奴袴（無紋）、冠（繁紋）
- 三級 - 紺袍（無紋）、浅葱奴袴（無紋）、冠（遠紋）
- 四級 - 紺袍（無紋）、浅葱奴袴（無紋）、冠（遠紋）

此外，為了進行具有歷史意義的祭典，特別必要時，宮司可經神社本廳統理的批准，在當天穿著一級以上的正裝。

### 禮裝/齋服（白色無紋的衣冠）

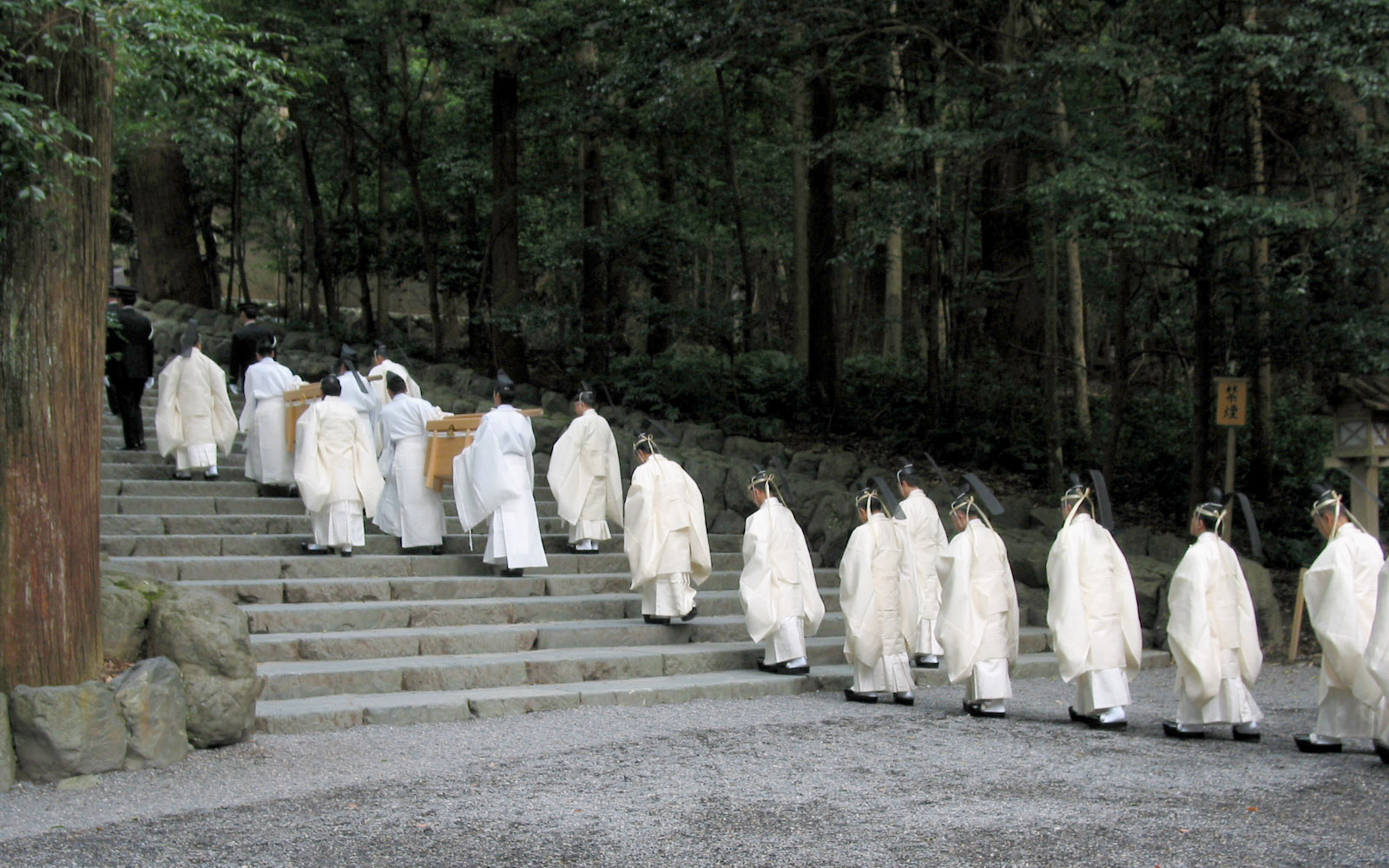
穿著齋服的神職正在舉行祭祀

禮裝(又稱為齋服)在「中祭（歲旦祭、元始祭、紀元祭、天長祭等）」中穿著。此外，也允許用禮裝代替正裝。在伊勢神宮中，在所有的大祭和中祭時，所有神職均是穿著齋服，而不是穿正裝。
齋服無論身份，均為白袍（無紋）、白差袴（無紋）、冠（遠紋）。

### 常裝（狩衣、淨衣等）

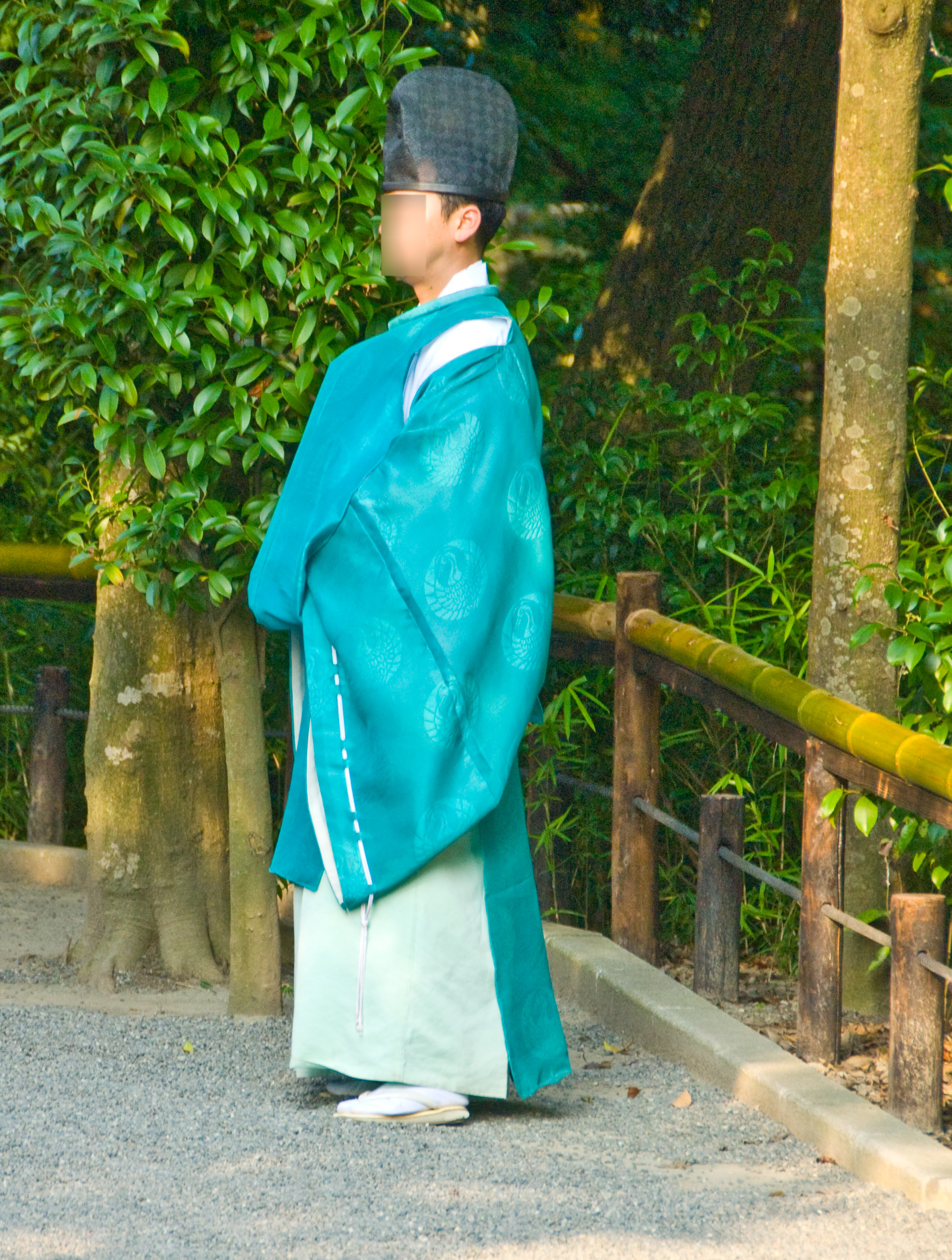
穿著狩衣的神職

常裝在「小祭（月次祭、旬祭等）」及「恒例式（遙拜式、大祓式等）」中穿著。
狩衣的織法、紋樣、顏色以及文樣都是完全自由的，僅有三、四級的狩衣不能加裡襯，袖口的繩結在二級以上為薄平，而三級以下則為左右扭結，除此之外各級別皆相同。立烏帽子也是如此。不過，指貫（或稱差袴）則依據正服的標準。。
狩衣的顏色和紋樣除了禁色之外完全自由（後述的忌色除外）。禁色是指高貴的人穿著的顏色，神社本廳指定的禁色包括天皇的御服中的黃櫨染和皇太子的黃丹。 
浄衣則是白色的狩衣和白色差袴，沒有任何文樣，形狀與狩衣完全相同，所有級別的神職的穿著均是淨衣都是相同的。
狩衣也可在「雜祭（各種祈願祭或地鎮祭等的外出祭典、神前結婚式等）」中穿著。若在大祓式等特別需要清淨的場合，則可根據身分不拘穿著無紋的白色狩衣浄衣。

### 特別服裝
神葬祭及神前結婚式的裝束如下：
神葬祭裝束：神葬祭時，無論身份皆穿著無紋的鈍色衣冠或無紋的鈍色狩衣。在此情況下，齋主通常穿著衣冠，祭員則穿著狩衣。此神葬祭裝束的鈍色（鼠色）被視為忌色，與禁色一起禁止日常穿著。若在執行神葬祭的地區較少的神社或地方的小型神社，可能沒有準備神葬祭裝束，這時可穿著齋服或浄衣等白色裝束。
神前結婚式裝束：神前結婚式並沒有特別的規定，但由於屬於「雜祭」，通常穿著狩衣或浄衣。若由多位神職進行式典，齋主會穿著齋服或衣冠，而祭員則穿著浄衣或狩衣。

### 脚注
1. ↑  小平美香. . 百利金.   [2020-06-25]. ISBN 9784831512321.
2. ↑  井上顺孝，第114頁
3. ↑  . Career Garden.   [2020-06-26]. （原始内容存档于2021-01-26）.
4. ↑  神社本庁. 神社本庁総務部 , 编.  平成25年版. 東京: 神社新報社. 2013-02  [2020-06-26].
5. ↑  出雲大社. . 出雲大社教教務本庁.
6. ↑  . www.jinjahoncho.or.jp.   [2025-02-09] （ja-JP）.
7. ↑  日本政府文化廳.  (PDF). 日本: 文化廳. 2008  [2024-02-10] （日文）.
8. 1 2  . 伊勢神宮.   [2025-02-08] （日语）.
9. 1 2 3 4  kariginu. . www.kariginu.jp.   [2025-02-08].
10. ↑  「皇室典範第二十三条天皇、皇后、太皇太后及び皇太后の敬称は、陛下とする。前項の皇族以外の皇族の敬称は、殿下とする。」 皇室典範 - e-Gov法令検索

### 文献
- 井上顺孝（日语：井上順孝）. 井上顺孝 , 编. . 夏目社（日语：ナツメ社）. 2006  [2020-06-25]. ISBN 9784816340628. （原始内容存档于2020-09-19）.